# میکی کانوی
میکی کانوی (انگلیسی: Micky Conway؛ زادهٔ ۱۱ مارس ۱۹۵۶) بازیکن فوتبال اهل بریتانیا است.
از باشگاه‌هایی که در آن بازی کرده‌است می‌توان به باشگاه فوتبال سوانزی سیتی اشاره کرد.